# 対外治安総局
対外治安総局（たいがいちあんそうきょく、フランス語: Direction générale de la Sécurité extérieure、DGSE）は、フランスの情報機関。本部はパリ20区モルティエ大通り141番にある。対外治安総局の任務は、フランスの国家安全保障に関係する情報の収集及び分析・国外でのフランスに対する破壊活動の摘発及び予防、国家利益のための機密作戦の実施などである。国防省の傘下組織だが、文民と軍人の比率は2対1と文民が多数であり、人員は7200人（2025年）である。

## 歴史
第二次世界大戦中の1942年に亡命政府自由フランスに創設された情報・行動中央局（BCRA）を前身とする。BCRAは1943年11月からアルジェリアで活動し、特殊戦力総局（DGSS）に改称された。1944年11月6日にレジスタンス運動の諜報網がDGSSに統合され、研究・調査局（DGER）に改称された。
1946年に自由フランス軍第5局（情報部）と合同、首相に直属する防諜・外国資料局（Service de Documentation Extérieure et de Contre-Espionage、SDECE）が編成された。この機関は第一次インドシナ戦争ではインドシナ・ラオス・ベトナム領内での特殊作戦に積極的に参加した。
1954年から1962年に渡って続いたアルジェリア戦争でイスラム圏の情報分析能力を上げる。1962年にドゴールは、SDECEを国防相の配下に再び置き、その任務を軍事問題に限定した。1982年4月4日に社会党政権による改革で、SDECEを現在の対外治安総局（DGSE）に改称した。1985年にフランスによるムルロア環礁核実験に抗議するためにオークランド寄港中のグリーンピース帆船爆沈事件が引き起こされた。フランス軍士官2名が逮捕され、ニュージーランド政府によりフランス対外治安総局によるテロ事件と断定されて国際問題となった。
1994年、カンボジアのクメール・ルージュによって、フランス人、イギリス人、オーストラリア人の3人がスパイ疑惑で拉致され人質になった後、SA（サービスアクション／行動部門）は英陸軍SASおよび豪陸軍SASRと協力して介入したが、人質が処刑され救出作戦は中止になった。3人はスパイではなかった。
2006年、イラクのバスラにおいてフランス領事館スタッフの保護や諜報活動、人質の回収を担当していたSA特殊部隊員が死亡、別の隊員が重傷を負った。
2011年、リビア内戦における軍事介入でDGSE、CIA、MI6およびSASは作戦でかつてないほど協力したと報道される。
2013年1月11日にソマリア南部の都市ブロマレルで、アルシャハブに拘束されている工作員の救出作戦をSAの特殊部隊50人により実施したが、救出は失敗して工作員および特殊部隊員2名が死亡している。詳細はBulo Marer hostage rescue attempt。
2016年7月20日、リビアにおいて作戦中にヘリが墜落し、SA特殊部隊員3名が死亡した。
2017〜19年、SAはテロ組織JNIMの主要指導者3名を暗殺した。
2018年5月26日に元諜報員2人と配偶者1人が中華人民共和国に機密情報を譲り渡した容疑が深まり、二重スパイとして拘束されていることが報道された。
2018〜19年、DGSE、CIA、MI6、FISの共同作戦により、ヨーロッパ各地で暗躍していたGRUの29155部隊のメンバー15人を追跡し、特定した。

## 組織
2022年に大規模再編された。
- 任務センター
- 情報収集および作戦総局
- 技術革新総局
- 行政総局
- 分析戦略事務局

（現在の主要組織）
また、情報収集および作戦総局内にはCIAのSAC（特殊活動センター）に相当する準軍事組織として、SA（サービスアクション／行動部門）があり、秘密作戦、非合法作戦、特殊作戦、破壊工作、人質救出、標的誘拐・暗殺、人員（DGSE工作員等）の隠密潜入および脱出支援、重要施設（軍事基地や原子力発電所等）の安全性評価テスト等を実行するための特殊部隊を運用している。隊員は主にフランス軍から選抜され、その大部分は軍特殊部隊出身者が占めている。SAに関する大半の情報は防衛機密に指定されている。

## 歴代長官
| 長官                               | 就任           | 辞任           |
| ---------------------------------- | -------------- | -------------- |
| ピエール・マリオン                 | 1981年6月17日  | 1982年11月10日 |
| ピエール・ラコステ                 | 1982年11月10日 | 1985年9月19日  |
| ルネ・インボット                   | 1985年9月20日  | 1986年12月1日  |
| François Mermet                    | 1986年12月2日  | 1989年3月23日  |
| Claude Silberzahn                  | 1989年3月23日  | 1993年6月7日   |
| Jacques Dewatre                    | 1993年06月7日  | 1999年12月19日 |
| ジャン・クロード・コゼラン         | 1999年12月19日 | 2002年7月24日  |
| ピエール・ブロシャン               | 2002年7月24日  | 2008年10月10日 |
| エラルド・コービン・ド・マングー   | 2008年10月10日 | 2013年4月11日  |
| ベルナール・バジョレ               | 2013年4月11日  | 2017年4月27日  |
| ジャン・ピエール・パラッセ（暫定） | 2017年4月27日  | 2017年6月26日  |
| ベルナール・エミー                 | 2017年6月26日  |                |